# Championnat du monde d'échecs 1908

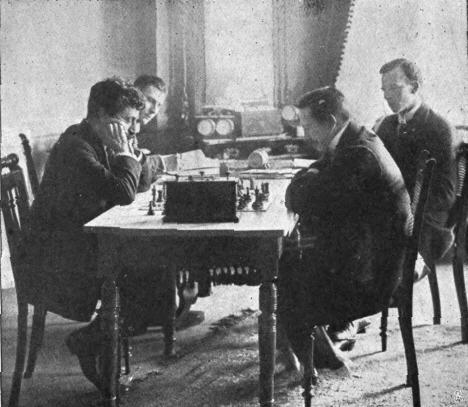
Lasker face à Tarrasch en 1908

Le Championnat du monde d'échecs 1908 a vu s'affronter en match l'allemand Emanuel Lasker, le tenant du titre, et son compatriote Siegbert Tarrasch. Il a été disputé du 17 août au 30 septembre 1908 à Düsseldorf et Munich. Lasker a conservé son titre à son issue.
Le premier joueur à remporter huit parties était déclaré champion.

## Résultats
|                   | 1 | 2 | 3 | 4 | 5 | 6 | 7 | 8 | 9 | 10 | 11 | 12 | 13 | 14 | 15 | 16 | Victoires |
| ----------------- | - | - | - | - | - | - | - | - | - | -- | -- | -- | -- | -- | -- | -- | --------- |
| Emanuel Lasker    | 1 | 1 | 0 | 1 | 1 | = | 1 | = | = | 0  | 1  | 0  | 1  | =  | =  | 1  | 8         |
| Siegbert Tarrasch | 0 | 0 | 1 | 0 | 0 | = | 0 | = | = | 1  | 0  | 1  | 0  | =  | =  | 0  | 3         |